# Soriano nel Cimino
Soriano nel Cimino (IPA: soˈrjaːno nel ʧimiːno) è un comune italiano di 7 816 abitanti della provincia di Viterbo nel Lazio.

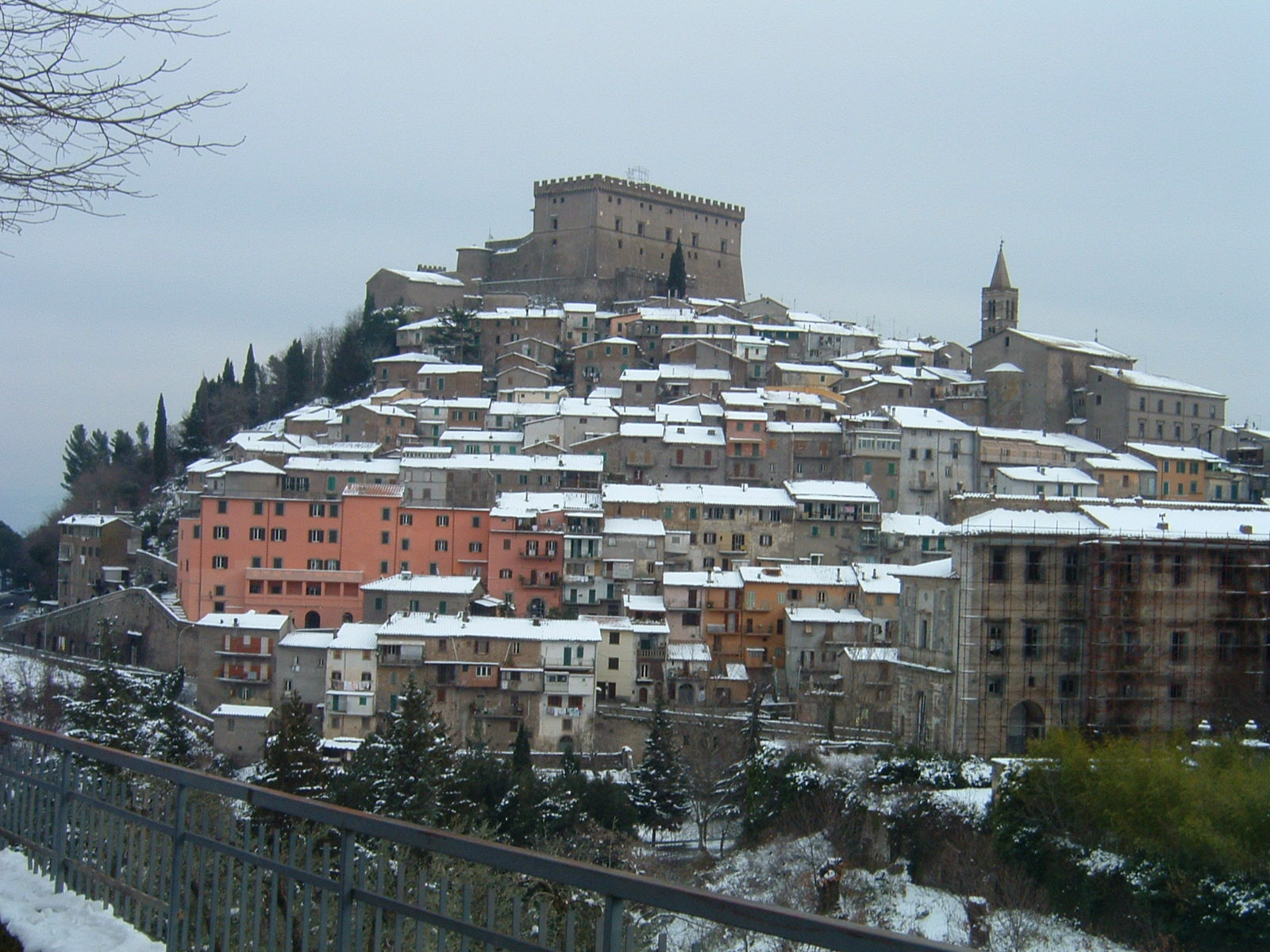
Panorama invernale.

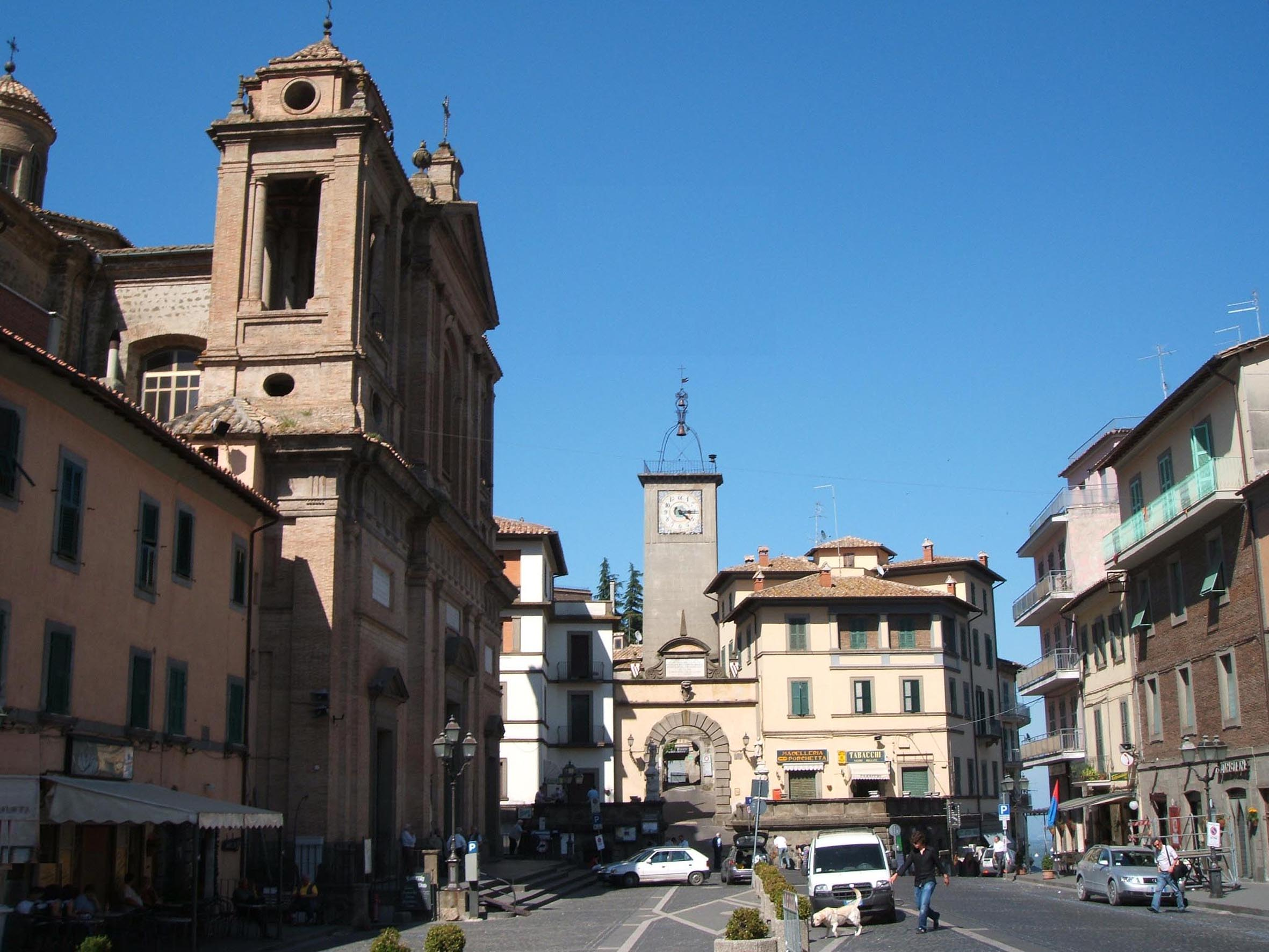
Vista della piazza principale: Piazza Vittorio Emanuele II.

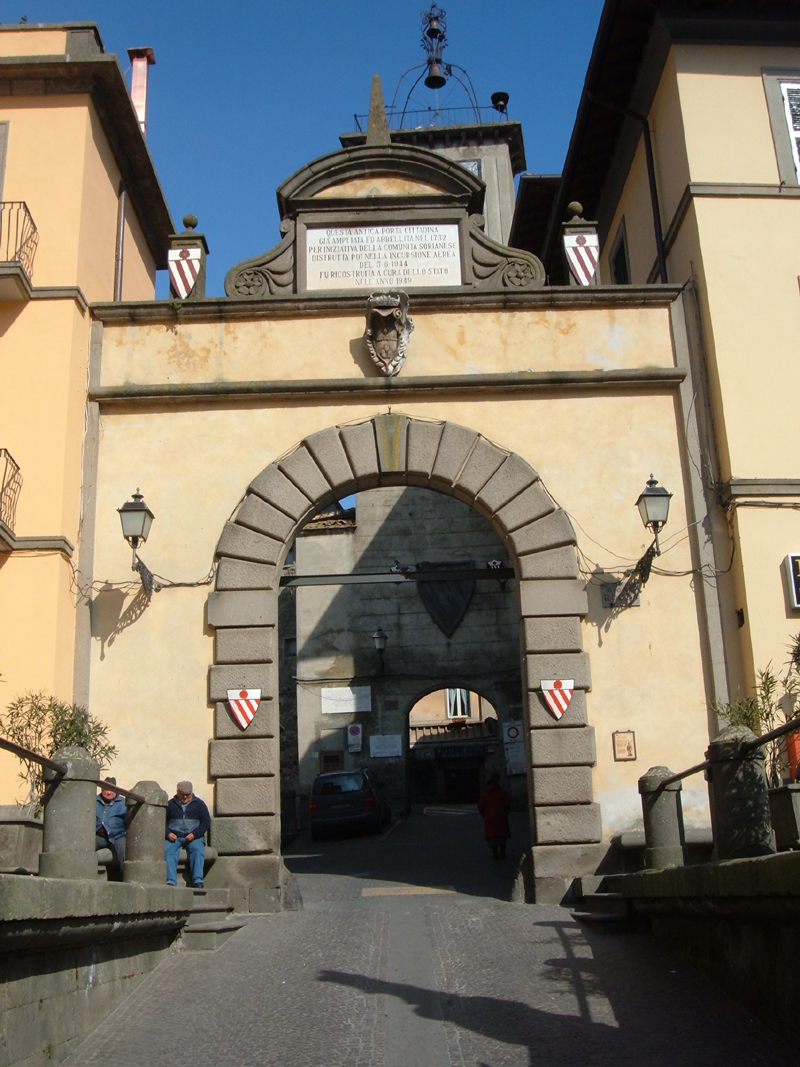
Porta d'accesso all'antico borgo della Rocca.

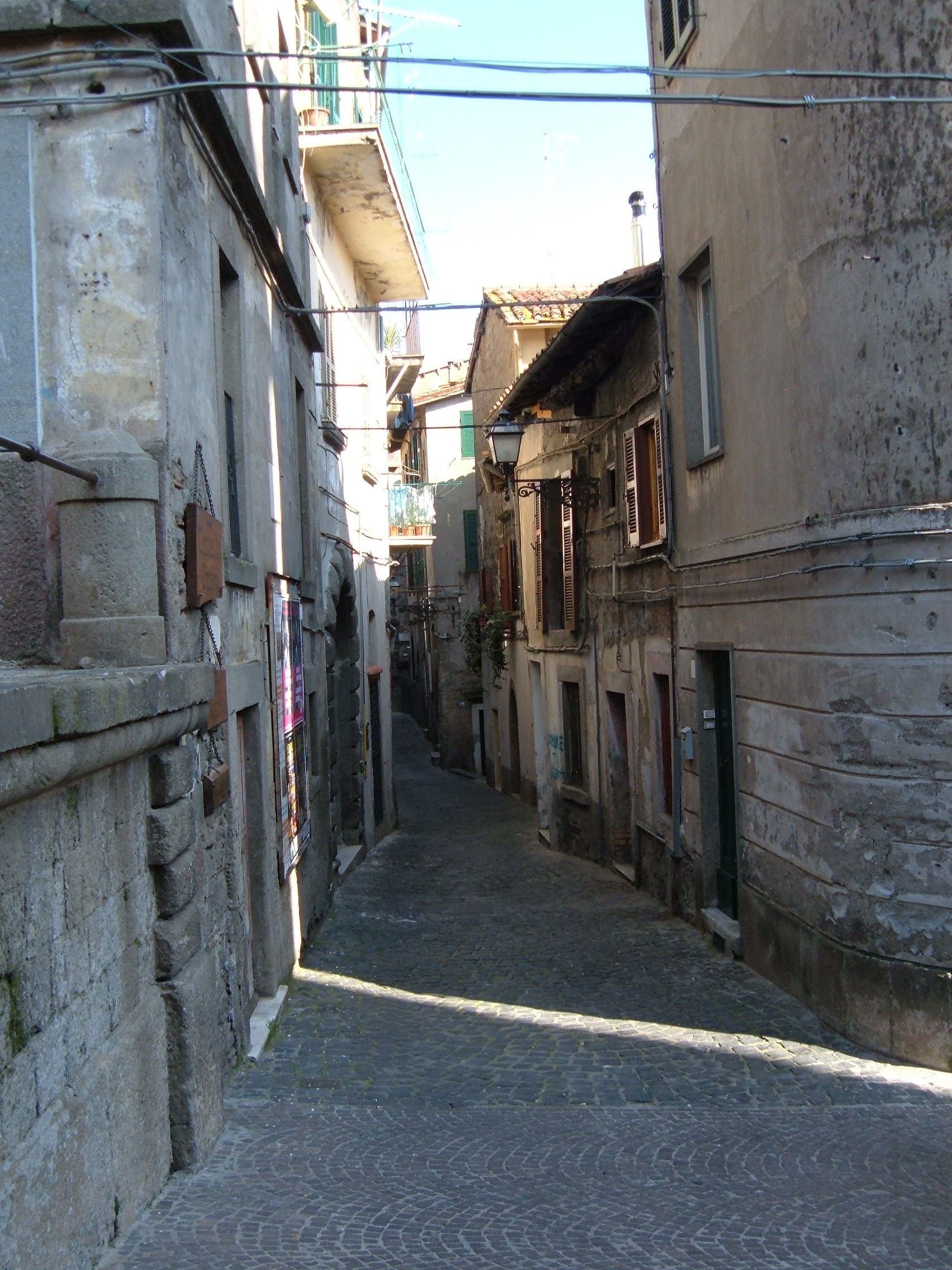
Vicolo del borgo antico (Rocca).

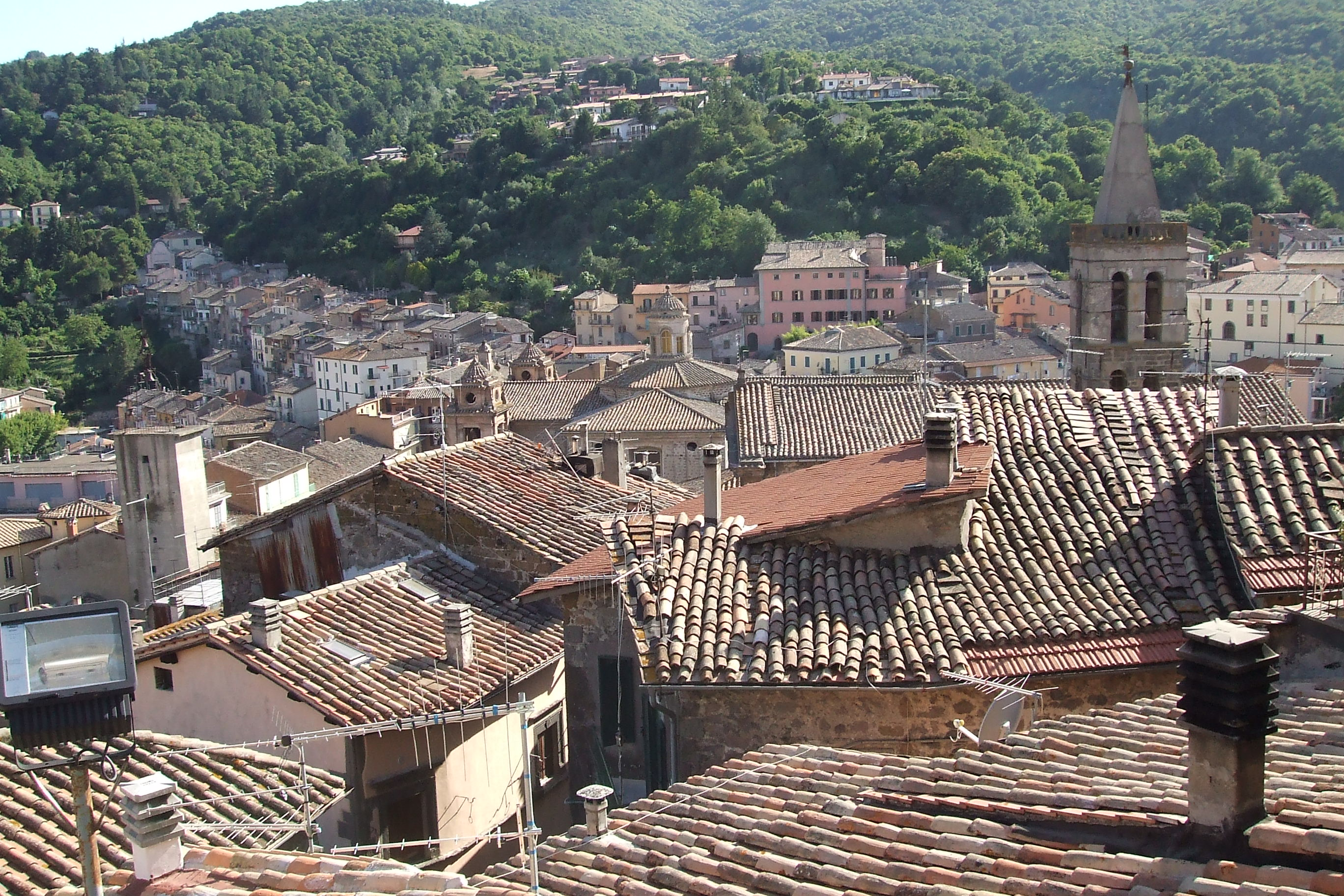
Vista dal castello dei tetti delle case del borgo.

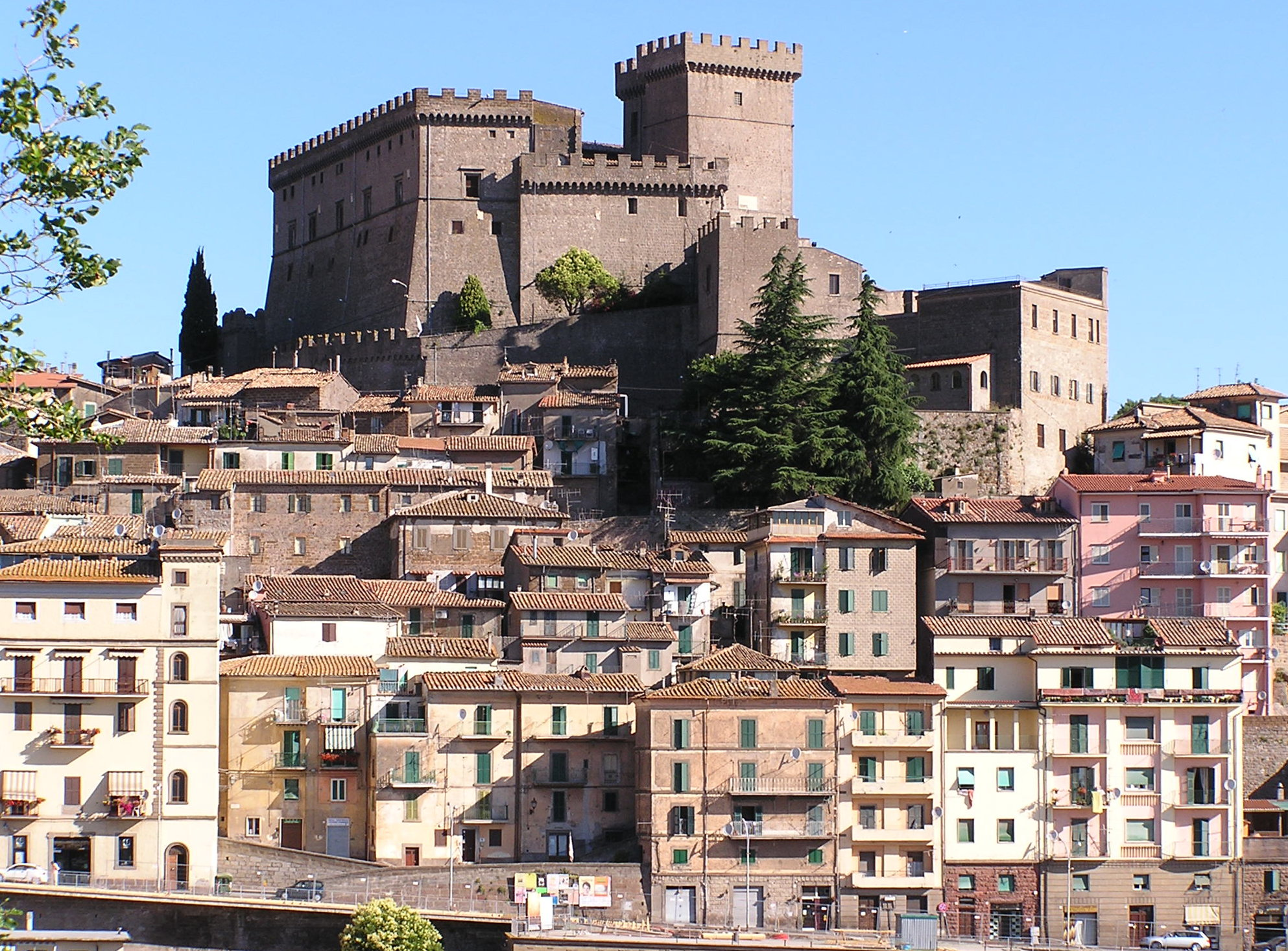
Vista del borgo antico da sud-est.

## Geografia fisica

### Territorio
Soriano sorge a 480 m s.l.m., su una collina compresa tra due corsi d'acqua, alle pendici del Monte Cimino, la cima più alta dei Monti Cimini, in posizione mediana tra il mar Tirreno e l'Appennino centrale.
Il territorio di Soriano nel Cimino si estende su una superficie di 7848 ha per un'altimetria media di 510 m s.l.m. e confina con i comuni di Bassano in Teverina, Bomarzo, Canepina, Vallerano, Vasanello, Vignanello, Viterbo, Vitorchiano.

#### Idrografia
Dal Monte Cimino hanno origine la maggior parte delle sorgenti che formano i corsi d'acqua del territorio: i torrenti Vezza, Martelluzzo, Serameia e Serraglio, e i fossi del Mandrione, di Valle Oscura, della Sanguetta, dell'Acqua Fredda, degli Orti, della Molinella e di Castello.
Tutti vanno a gettarsi nel fiume Tevere o nei suoi affluenti.

#### Orografia

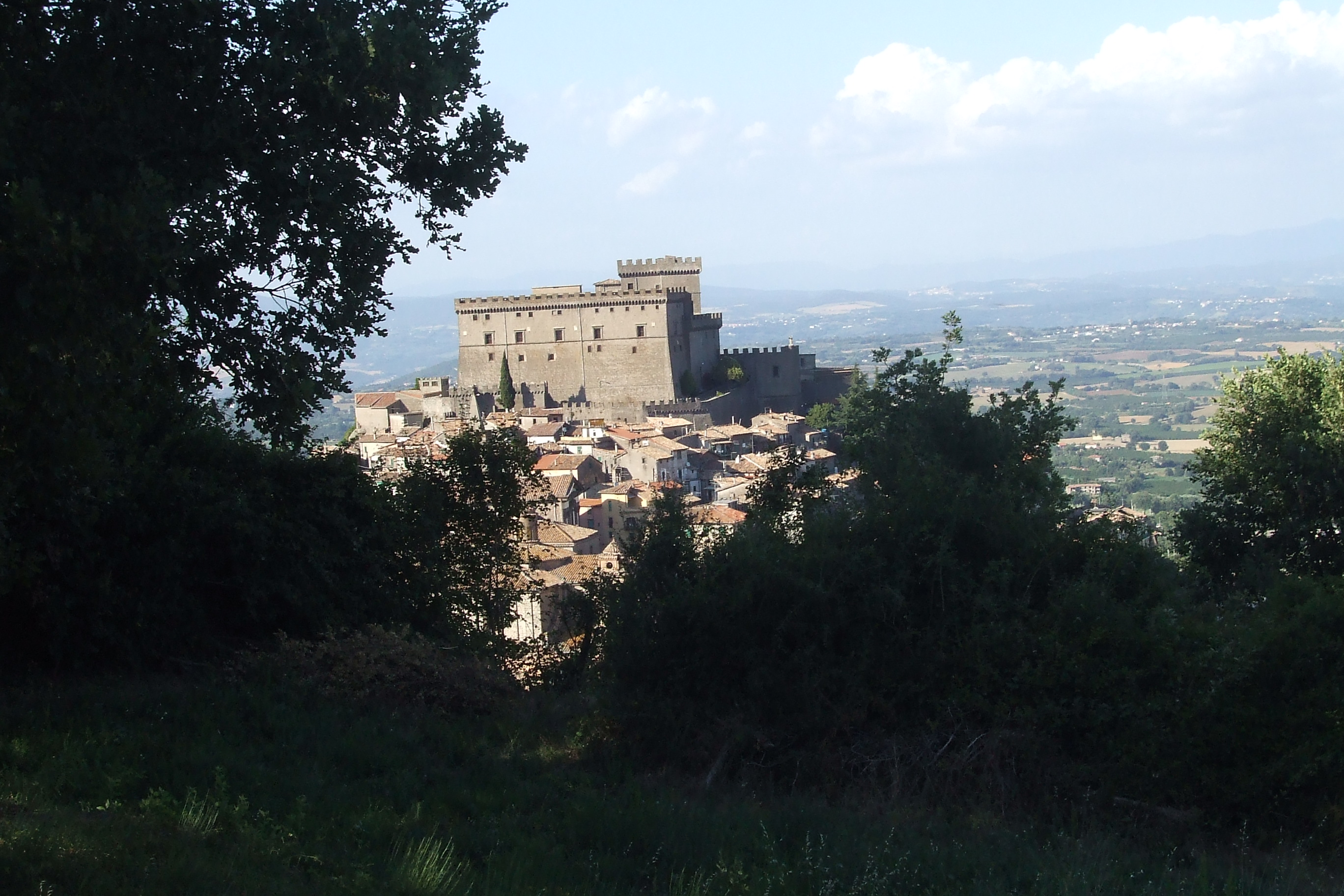
Il paese visto dalle pendici del monte Cimino.

La parte dei Monti Cimini incluso nel territorio sorianese comprende la vetta più alta, il Monte Cimino (1.053 m s.l.m.) a cui fanno da cornice una serie di cime minori: monte Roccaltia (712 m s.l.m.), monte Turello (628 m s.l.m.), monte S. Antonio (611 m s.l.m.) e il monte Ciliano (o Cigliano) (569 m s.l.m.).
Il monte Cimino è coperto di boschi di castagno fino a circa 800 metri, mentre la vetta è coperta da un bosco di faggi secolari di 57 ettari circa di superficie, mentre le colline minori ospitano principalmente boschi di castagno e di querce.

### Clima
Il clima di Soriano nel Cimino è di tipo temperato mediterraneo ad estate tiepida con temperature che in inverno, a volte, scendono sotto gli 0 °C, mentre in estate raramente superano i 28/29 °C.
La stagione calda dura da giugno a settembre, con una temperatura giornaliera massima oltre 26 °C. I giorni più caldi dell'anno si registrano a luglio ed agosto, con una temperatura massima che può raggiungere, a volte, i 30 °C e una minima di 23 °C.
La stagione fresca/fredda dura da ottobre a marzo, con una temperatura massima giornaliera media inferiore a 11 °C. I giorni più freddi dell'anno si registrano a gennaio e febbraio, con una temperatura minima media di 1 °C e massima di 8/9 °C.

## Origini del nome
Diverse teorie sono state formulate sull'origine del nome Soriano:
- deriverebbe da una contrazione del termine Sorinianum con il quale sarebbe stato indicato un pagus alle dipendenze di una delle due Surrine: quella Vetus o quella nova;
- il nome potrebbe indicare l'appartenenza ad una famiglia romana di nome Sorina, Sornia, Soria o Sergia;
- potrebbe essere un termine di origine etrusca, composto da surus (palo, tronco, bosco) e dalla desinenza ianus (luogo), significando così luogo boscoso;
- potrebbe avere una relazione con quello del Monte Soratte;
- potrebbe derivare dai primi esemplari di gatto soriano importati in Italia dal Medio Oriente.

Soltanto dal X secolo si fa riferimento ad un Sutanum o Surano detto più tardi Castrum Seriani.
Nel 1871, con regio Decreto del 22 ottobre 1871, fu approvata l'aggiunta dei termini "nel Cimino" al nome del paese, per evitare equivoci con l'omonimo paese Soriano Calabro.

## Storia

### III secolo a.C.
La prima testimonianza scritta relativa al territorio di Soriano si ha con Tito Livio, il quale nella sua ab Urbe condita Historia, narra che nel 443 a.C. Soriano fu invaso dalle milizie romane comandate dal console Quinto Fabio Massimo Rulliano; questi, nella guerra contro gli Etruschi, riuscì ad attraversare l'impenetrabile selva" che ricopriva il monte Cimino e dalla vetta contemplò la distesa di fertili campi sottostanti popolati e coltivati dagli Etruschi, che sbaragliò con facilità.
Alla fine del III secolo d.C. le popolazioni locali furono evangelizzate da sant'Eutizio di Ferento. Dopo il martirio avvenuto durante la persecuzione ad opera di Diocleziano, intorno al 303 - 305 d.C., il santo fu sepolto in una catacomba nei pressi di Soriano.

### Tra il VI e l'VIII secolo
Tra la fine del VI secolo e l'inizio dell'VIII, molto probabilmente il territorio sorianese fu oggetto delle scorrerie dei Longobardi e proprio dal re longobardo Liutprando il territorio di Soriano fu donato al papato, insieme a quelli di Sutri, Gallese, Blera, Bomarzo e Orte.

### Tra il VIII e il XIII secolo
Tra il VIII e il XIII secolo gran parte del territorio sorianese appartiene prima ai monaci Benedettini dell'Abbazia di Sant'Andrea in flumine (presso Monte Soratte) poi a quelli del monastero di S. Silvestro in Capite di Roma e infine a quelli del convento di San Lorenzo fuori le mura di Roma.

### XIII secolo
Durante tutto il Medioevo nel territorio sorianese è elevato il numero dei borghi rurali, prevalentemente di modeste dimensioni e composti da poche case riunite intorno a piccoli castelli.
Ma dalla metà del XIII secolo comincia ad assumere notevole importanza il borgo di Soriano, costruito su una collina attorno alla torre-fortezza della famiglia di Guastapane e Pandolfo probabilmente un ramo della famiglia Porcari di Roma.
Nel 1250, i Guastapane, schierati con i guelfi, accolgono a Soriano Rosa da Viterbo, adolescente esiliata con tutta la famiglia da Viterbo per volontà di Federico II, della fazione dei ghibellini.
Nel 1278 i Guastapane-Pandolfo sono accusati di eresia e viene loro tolta la baronia di Soriano, affidata ad Orso Orsini, nipote di papa Niccolò III.
Questo, sin dal 1277 aveva intrapreso la costruzione di un castello, intorno alla torre-palazzo dei Guastapane-Pandolfo; e proprio Niccolò III abitò la rocca di Soriano nelle estati del 1279 e 1280 e qui vi morì nell'autunno del 1280.
Gli Orsini mantengono il feudo sorianese fino al 1366, quando, sotto il pontificato di Urbano V, lo vendono alla Santa Sede.

### XIV e XV secolo
Dal 1379 al 1420 la rocca di Soriano è occupata da truppe mercenarie bretoni, scese in Italia per contrastare le popolazioni ribelli alla santa sede ma divenendo poi oppositori del papa e a favore degli antipapi di Avignone, a seguito dello Scisma d'Occidente.
Nel 1431 sale al trono il papa Eugenio IV per volontà degli Orsini, ostici ai Colonna; questi si ribellano al papato alleandosi con Giacomo di Vico, signore di Vetralla ed esponente della potente famiglia dei Prefetti di Vico.
Alla fine del 1431 il borgo e il castello vengono dati in consegna al cardinale Giovanni Vitelleschi e i Colonna si accordano con il papa isolando il Di Vico che viene decapitato sul sagrato della Collegiata di Soriano (l'attuale Chiesa di Sant'Eutizio).
Nel 1441 la santa sede regola l'ordinamento amministrativo della comunità di Soriano: un Fattore o Camerlengo viene posto a disciplina delle rendite e dei beni, un Podestà o Governatore a governo del paese e un Castellano a gestione della rocca.
Tra il 1447 e il 1455, sotto papa Niccolò V, il paese gode di un periodo di pace: viene redatto il primo statuto comunale, vengono accordati privilegi giuridici e pecuniari alla popolazione e vengono avviate importanti opere urbanistiche, tra le quali il restauro delle mura di cinta del paese e la costruzione della fontana vecchia per garantire l'approvvigionamento idrico della popolazione.
Quando nel 1484 sale al trono Innocenzo VIII Soriano viene assegnato in vicariato perpetuo al cardinale Rodrigo Borgia, futuro papa Alessandro VI, il quale nomina castellano lo spagnolo Didaco de Carvajal.
Il 7 novembre 1489 avviene uno dei fatti più rilevanti della storia del paese, tanto da essere ancora oggi rievocato durante la Sagra delle Castagne: il Carvajal viene ucciso a tradimento dal conte Pietro Paolo Nardini, feudatario di Vignanello, che tenta di impossessarsi di Soriano insieme a quattro cortigiani suoi complici.
La popolazione riesce però a scoprire e catturare il Nardini, che viene ucciso e precipitato dalla torre più alta del castello, e a sconfiggere e mettere in fuga i suoi soldati che, avvertiti dai segnali fatti con una torcia dai traditori dall'alto della torre, stavano accorrendo alla conquista del borgo ma che vengono sconfitti in quella che è passata alla storia cittadina come la battaglia del fosso del buon'incontro.
Il 12 dicembre il papa, per premiare il coraggio e la fedeltà della popolazione, promulga la Bolla d'oro, una deliberazione con cui concede ai sorianesi i frutti e i proventi, prima spettanti alla Camera Apostolica ed autorizzando l'aggiunta del motto Fidelitas sullo stemma cittadino.

#### La famiglia Orsini

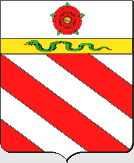
Stemma della famiglia Orsini.

Soriano nel Cimino fu possedimento degli Orsini dal 1278 al 1366.
Dante nella Divina Commedia fa riferimento a papa Niccolò III nel canto XIX dell'Inferno facendogli dire: e veramente fui figliuol dell'orsa, cupido sì per avanzar gli orsatti.
L'imponente castello che domina il paese fu fatto costruire da Papa Niccolò III tra il 1277 e il 1279, nella seconda metà del XV secolo fu restaurato e rinforzato. L'importanza di questa fortezza nella difesa dello stato papale è dimostrata dagli stemmi dei papi Callisto III e Innocenzo VIII. È presente anche lo stemma del cardinale Rodrigo Borgia a indicare il ruolo svolto per circa 50 anni prima come vice cancelliere sotto 5 papi e successivamente come papa con il nome di Alessandro VI.
In questo periodo Soriano può contare su un ampio rifornimento di acqua ed ha un discreto numero di fontane. La fontana all'interno delle vecchie mura del paese verso la metà del XV secolo viene dedicata a papa Niccolò IV.

### Dal XVI al XVIII secolo: il cardinal Madruzzo e gli Altemps
Nei decenni successivi a Soriano si susseguono varie signorie: gli Orsini (dal 1492 al 1503), i Borgia (1503-1504), i Della Rovere (1504-1558) e i Caraffa (1558-1560).
Nel 1560 il cardinale Cristoforo Madruccio (o Madruzzo, dell'omonima famiglia), vescovo di Trento e Bressanone, insieme ai marchesati di Gallese e Bassano, acquista il castello di Soriano per il nipote Fortunato, marito di Margherita Altemps.
Con Madruccio Soriano gode di un periodo di magnificenza: viene costruita la monumentale fontana Papacqua e l'attiguo Palazzo (conosciuto oggi come palazzo Chigi-Albani).
Dopo la morte del cardinale (1579) Soriano fu venduto dal nipote Fortunato al cognato, il cardinale Marco Sittico Altemps; gli Altemps sono signori di Soriano per 136 anni e Soriano gode di un periodo di relativa tranquillità.

### Il XVIII secolo: i Chigi e gli Albani

Stemma della famiglia Chigi.

Nel 1715 Soriano viene acquistato dalla famiglia Albani, la famiglia del papa Clemente XI (il primo a governare è Carlo Albani) i quali effettuano numerose opere architettoniche di abbellimento e restauro: completano la costruzione del palazzo di Papacqua e restaurano numerosi monumenti e chiese.
Agli Albani si deve anche la nuova facciata della chiesa di Sant'Eutizio, la principale chiesa della parte antica del paese.
Gli Albani fanno costruire, ai margini dell'abitato e sulle principali vie d'accesso al paese, tre nuove porte: Porta Romana, tuttora esistente, porta d'ingresso da sud all'estremità di Via Romana (oggi Via Benedetto Brin), e quelle andate distrutte: Porta Castagnara (alla fine di Via Roma) e Porta del Casalaccio (alla fine di via Innocenzo VIII).
Nel 1721 essendo la famiglia Albani priva di discendenti maschi Soriano passa alla famiglia senese dei principi Chigi.

### Il XIX secolo
Nel 1848 i Chigi rinunciano alla giurisdizione sul feudo di Soriano in favore dello Stato Pontificio, che esercita la giurisdizione diretta fino al 1870, per poi essere donata, per contrastare l'arrivo dei garibaldini, al neoproclamato conte Pietro Fusco, che tentò un'eroica difesa della città, seppur vana. Lo Stato Pontificio sperava infatti che Fusco fosse in grado di respingere i garibaldini e di fermare l'assalto del re. La sua nomina va quindi considerata nell'ottica della difesa della città, piuttosto che nella sua amministrazione. Fusco fu proclamato conte di Soriano nel Cimino solo pochi mesi prima che questa cedette all'assalto.

#### Risorgimento
Durante il Risorgimento il territorio sorianese è caratterizzato da forti fermenti: sia durante la Repubblica Romana del 1849, sia durante il tentativo insurrezionale del 1861 e dalla rivolta garibaldina del 1867: molti sorianesi parteciparono alla battaglia di Bagnoregio dell'ottobre 1867.

### Storia recente

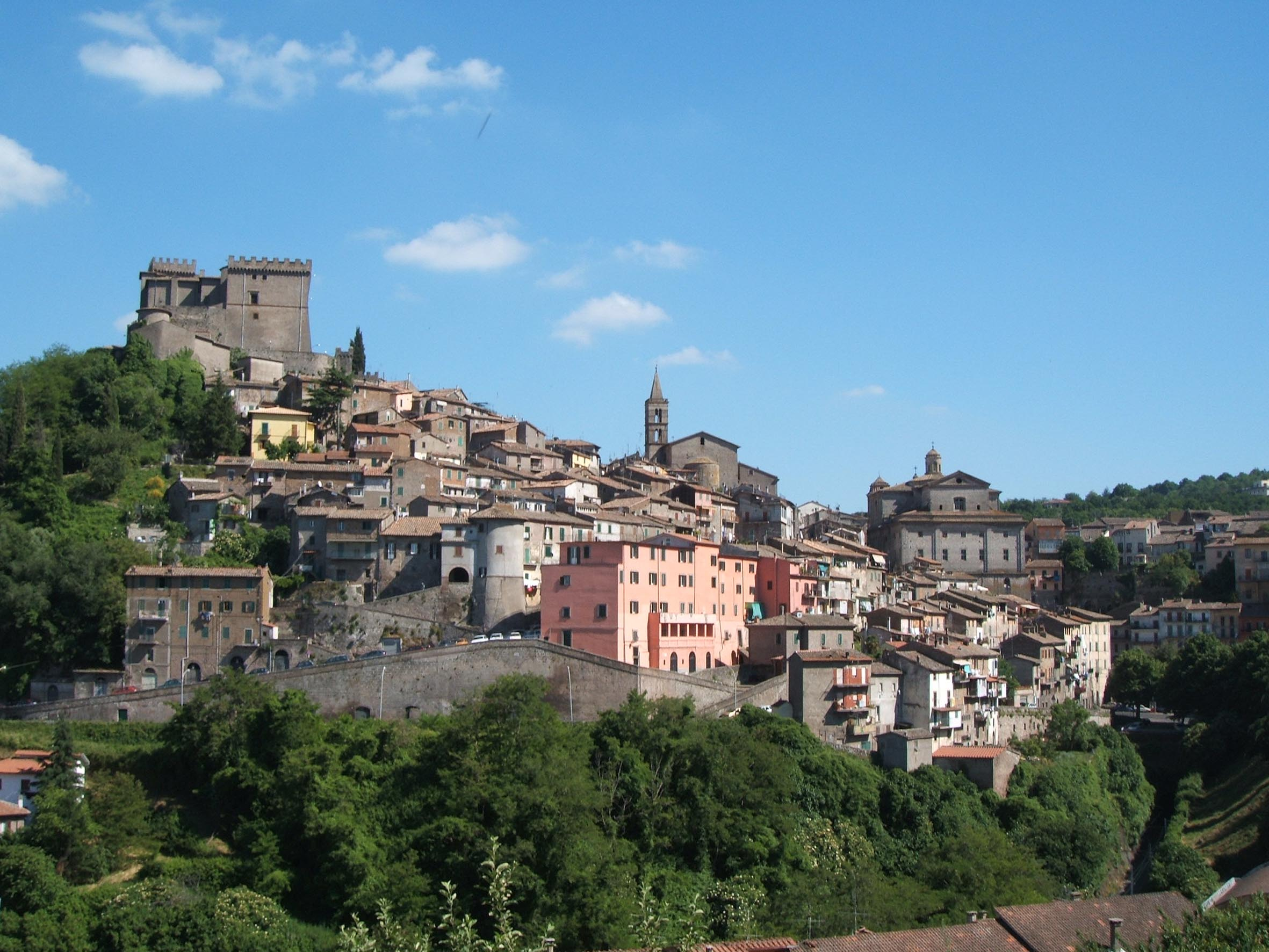
Panorama del borgo antico da nord-ovest.

#### Dall'unità d'Italia alla seconda guerra mondiale
Il 12 novembre 1870 Soriano viene occupata dalle truppe italiane dirette a Roma ed entra a far parte del nascente Stato italiano unificato.
Le elezioni comunali del 1920 sono vinte dal Partito Socialista Italiano ma già dalla fine del 1921 iniziano episodi di intolleranza e violenza: la giunta socialista viene sostituita da un commissario prefettizio prima e da un nuovo consiglio poi.
Nel 1942, in seguito ad una rettifica di confini, fu aggregata a Soriano la frazione di Chia, già appartenente al comune di Bomarzo.
Dopo l'8 settembre 1943 Soriano è occupata dalle truppe naziste in ritirata.
Anche se l'attività partigiana non conosce mai l'ampiezza della guerra di resistenza dell'Italia settentrionale, nel territorio dei monti Cimini, sul modello dei GAP, è attiva con atti di sabotaggio, di assistenza ai soldati italiani e alleati e con la diffusione della stampa clandestina.
La sera del 5 giugno 1944, a pochi giorni dalla Liberazione di Soriano (che avverrà il 9 giugno 1944), due formazioni di fortezze volanti dell'esercito anglo-americano bombardano il centro di Soriano radendo al suolo i rioni Concia, Piazza Nuova e Santa Rosa e danneggiando gravemente la Chiesa Collegiata.
I morti sono 126, 250 case sono completamente distrutte e circa 300 gravemente danneggiate.
Il 9 giugno, fuggiti i tedeschi, in paese entrano le truppe alleate con a capo il capitano statunitense Lee che nomina sindaco Angelo Luigi Perugia, in seguito sostituito da una giunta provvisoria composta dai membri del CLN, al cui vertice venne posto il meccanico Settimio David, già assessore nella giunta guidata, negli anni '20, da Davide Potenza.

#### Dal dopoguerra a oggi
I risultati del referendum istituzionale del 1946 sono nettamente a favore della Repubblica, che ottiene 3173 voti contro i 1303 a favore della monarchia.
Le elezioni per l'assemblea costituente sanciscono la vittoria del Partito Comunista Italiano con 1923 voti, seguito dalla Democrazia Cristiana (con 1065 voti), dal PSIUP (con 451 voti), dal PRI (441 voti).
Nell'ottobre del 1946 si svolgono le elezioni per il consiglio comunale: vince l'alleanza socialista-comunista e viene confermato sindaco Settimio David. Nel 1949, dopo un breve commissariamento, si registra il successo locale della lista centrista. composta da DC, liberali, repubblicani e socialdemocratici, che prevale su quella socialcomunista di stretta misura (2184 a 2048): venne eletto sindaco Aldo Santocchi sostituito nel mese di novembre dello stesso anno da Attilio Caliento, allora segretario provinciale della Democrazia Cristiana.
Nelle elezioni del 1954, invece prevale largamente la Lista Vanga e Stella, con un margine più ampio (2595 voti contro 1875) sulla maggioranza uscente. Dal 1954 al 1991 il PCI è sempre stato il partito di maggioranza.
La lunga sindacatura di Giuseppe Ciorba (detto Peppe), durata ben 24 anni, è stata però seguita da lunghi periodi di instabilità, con un susseguirsi di esponenti del PCI (Carlo Pandimiglio (1978-1984), Marcello Giovannini (1984-1988), Luigi Storri (1988-1989), Angelo Menicacci (1989-1990), con due scioglimenti anticipati del Consiglio Comunale (1989 e 1990). Nelle elezioni comunali del 1991 la Democrazia Cristiana conquistò la maggioranza assoluta dei seggi: il capolista, e il più votato tra i candidati, l'imprenditore Giancarlo Cecchetti, proprietario della SDA, divenne in primo Sindaco di Soriano, dopo la caduta dell'amministrazione centrista del 1954, non appartenente al Partito Comunista.
In appena un anno e mezzo, con l'avvicendarsi di ben tre vicesindaci in questo breve periodo, questa esperienza si concluse con l'ennesimo commissariamento. Alle elezioni del novembre 1993, la maggioranza che fu di Cecchetti si presentò divisa in tre tronconi, favorendo il ritorno alla guida del Comune di un'alleanza di sinistra, guidata da Alessandro Pizzi (indipendente eletto nelle file del Partito Democratico della Sinistra).
Questa coalizione durò per tutto il mandato ma nella consultazione del 1997 si verificò la rottura tra alleati, ovvero tra Partito della Rifondazione Comunista e Democratici di Sinistra, situazione che favorì l'affermazione del centrodestra con l'elezione di Francesco Sensini (Alleanza Nazionale) alla carica di primo cittadino.
Ma come già successo in passato le defezioni nella maggioranza portarono al quarto scioglimento anticipato in appena dieci anni: dopo un lungo commissariamento, durato nove mesi, nel maggio 2001 una lista di centrosinistra, guidata da Domenico Tarantino, sbaragliò le due liste concorrenti, aggiudicandosi con largo margine la contesa elettorale. La stabilità ritrovata ha probabilmente contribuito alla successiva affermazione, nelle elezioni del 2006, della medesima coalizione che ha confermato lo stesso Tarantino alla guida del paese (governando, tra l'altro, dalla nuova sede municipale del "Quartiere", un ex convento presso la chiesa della SS. Trinità, inaugurata proprio alla vigilia di queste elezioni).
Alla successione di Domenico Tarantino, Fabio Menicacci ha battuto il candidato del centrosinistra Eutiziangelo Gentili, riportando così il centrodestra al governo della città.
Menicacci è stato riconfermato sindaco nelle elezioni del 2016 battendo il candidato di una lista civica (Soriano Insieme) Devid Centofanti.
Al termine del secondo mandato, Fabio Menicacci, non rieleggibile immediatamente come primo cittadino per effetto della normativa allora vigente, si è candidato come consigliere, giungendo al terzo posto nella sua lista, venendo poi eletto presidente del Consiglio Comunale. A confrontarsi per la sua successione sono stati Sante Alibrandi (civica di centrosinistra), Valeria Bruccola (civica orientamento Movimento 5 Stelle) e Roberto Camilli (maggioranza uscente). A prevalere è stato quest'ultimo, con 2.538 voti (pari al 53,41%), contro i 1.928 (40,57%) di Alibrandi e i 286 (6,02%) di Bruccola.

### Simboli
Lo stemma del comune di Soriano nel Cimino fu riconosciuto con D.M. del 18 novembre 1897 ed è così descritto nello statuto comunale:
Lo stemma è costituito da uno scudo sannitico moderno troncato, azzurro nel campo superiore e rosso in quello inferiore, con una fascia color oro sulla quale è incisa la parola Fidelitas, a ricordo dei fatti del 1489 e della fedeltà mostrata dal popolo sorianese nei confronti della Chiesa.
La mitra d'oro e il libro d'argento aperto fanno riferimento al patrono del paese, san Nicola di Bari, e rappresentano rispettivamente la dignità ecclesiastica, la dottrina e l'eloquenza.
Sul libro sono posti tre cerchi di color azzurro, che rappresentano un evento della vita del santo: la leggenda narra che san Nicola riuscì a sollevare dalla miseria e a far sposare tre giovani fanciulle grazie al dono di San Nicola, tre preziosi sacchetti o globi d'oro avvolti in panni donati alle fanciulle.
Lo scudo è sormontato da una corona muraria da Comune e circondato da due ramoscelli, uno di quercia e uno di alloro.
Il gonfalone è un drappo rettangolare troncato di rosso e di azzurro, terminante al ventame in coda di rondine.

## Monumenti e luoghi d'interesse

### Architetture religiose

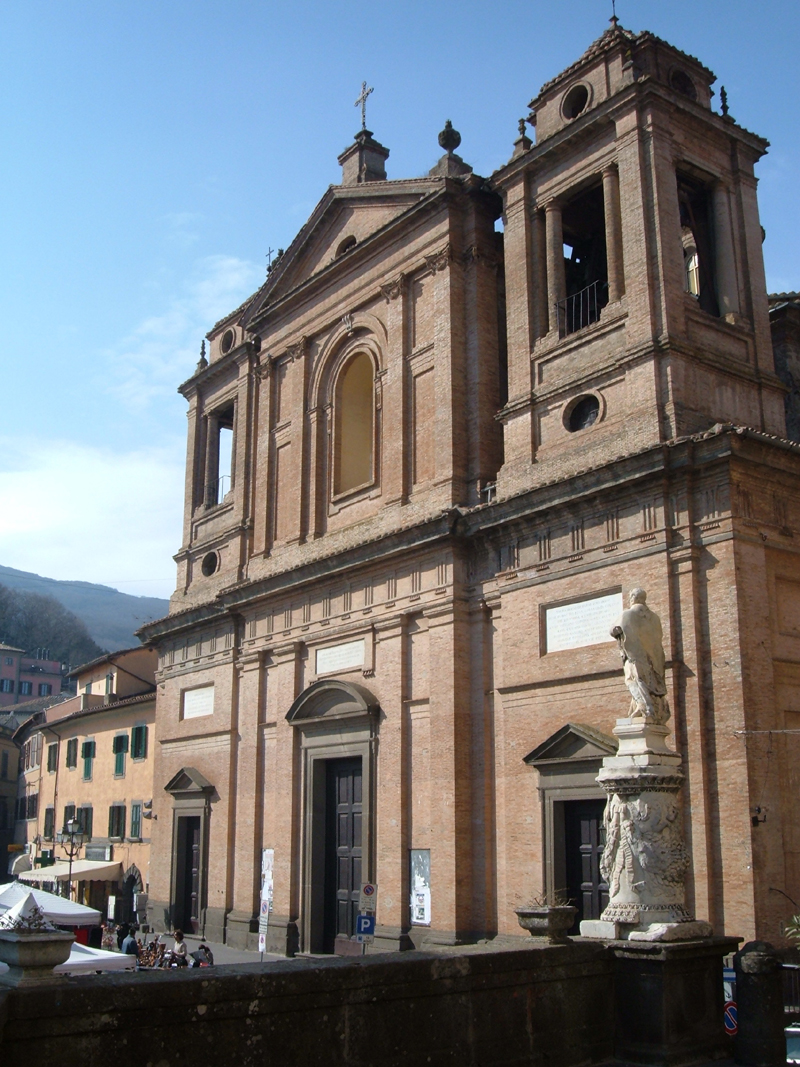
Chiesa di San Nicola di Bari.

Chiesa di San Giorgio (l'eremo, sec. X-XI)piccola chiesa romanica.
Chiesa di San Nicola di Bari (Duomo)affacciata sulla piazza principale del paese, fu costruita nel 1794 su progetto di Giulio Camporese.
Chiesa di Sant'Eutiziocostruita in epoca medievale ha subito sostanziali modifiche ad opera della famiglia Albani nel 1718-1719.. Primo duomo di Soriano.
Chiesa della Misericordia (secoli XII-XIII)nel rione della rocca. Ha subito modifiche in epoca rinascimentale.
Chiesa della SS. Trinità e chiostro (o di Sant'Agostino, XVIII secolo)Si erge accanto alla sede comunale, su edificio preesistente di San Vincenzo
Chiesa della Madonna del Poggioe chiostro con numerosi affreschi, a via del casalaccio anticamente denominata Chiesa di Santa Maria del Pojarello, è una chiesa suburbana, con annesso ex-convento, costruita nel 1680.
Chiesa di Sant'Antonioin via Santa Maria, del XVII secolo, con altari barocchi
Chiesa dell'Assuntadi fianco all'orfanotrofio femminile del XVIII secolo, in via Benedetto Brin
Chiesa e convento di Sant'Eutizio dei Passionistidel XVIII secolo, in località omonima, e catacombe del III-IV secolo
Chiesa Madonna delle Graziedel XVII secolo, sita nella frazione di Chia, in piazza Garibaldi

### Architetture civili
Antico borgo della Rocca, di epoca medioevale (secoli XV-XVI)
Palazzo Chigi-Albani e fonte di Papacqua (secoli XVI-XVIII)è uno dei maggiori capolavori dell'architetto Ottaviano Schiratti, al cui interno si trova la famosa Fontana Papacqua.

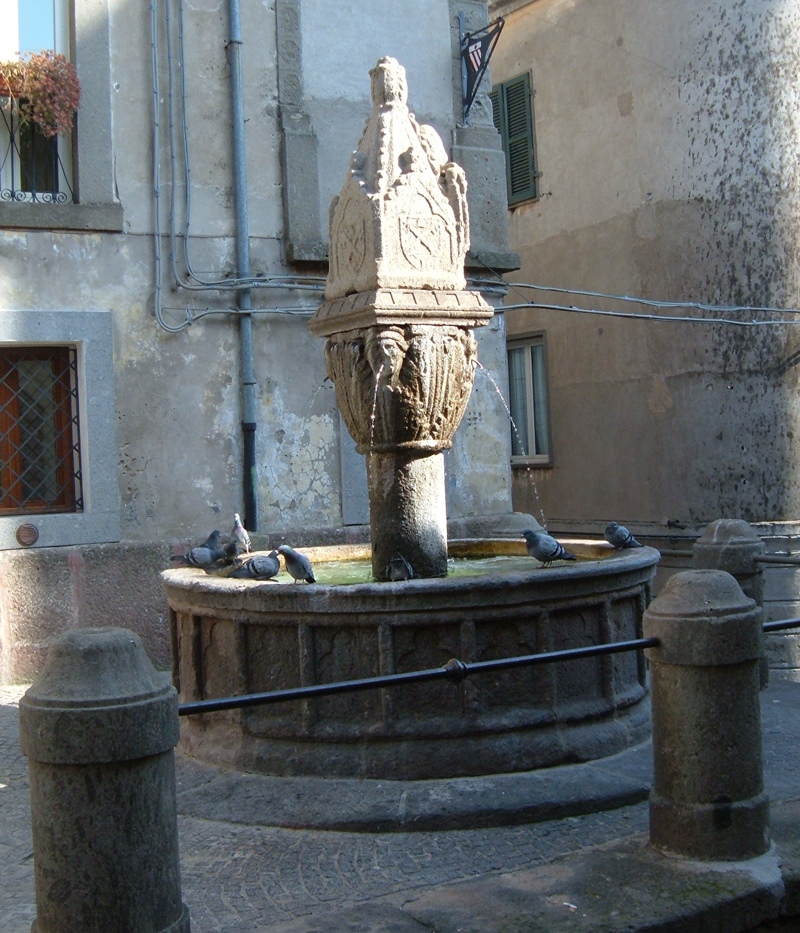
La fontana tonda (o fontana vecchia).

Fontana di dentro (o fontana vecchia) (XV secolo)costruita sotto il pontificato di Niccolò V per approvvigionare d'acqua il borgo di Soriano. È nota tra la popolazione locale come fontana tonna ("Fontana tonda") per via della sua forma circolare.
Porta Romana (XVIII secolo)Porta d'ingresso al paese da sud, provenendo dai monti Cimini; è una copia perfetta, ad eccezione del materiale usato (la porta eretta a Soriano è in peperino), della più famosa Porta Pia di Roma (disegnata da Michelangelo Buonarroti). Fu costruita per volere del principe Carlo Albani, allo scopo di fissare il limite dell'abitato.
Fontana del Madruzzo (XVI secolo).
Porta del Pontecostruita nel Medioevo come principale accesso al borgo, era in origine contornata da un fossato e munita di ponte levatoio; fu ampliata e abbellita nel XVIII secolo; distrutta dal bombardamento aereo del 5 giugno 1944, fu ricostruita nelle forme precedenti. Sulla porta appare la seguente iscrizione:
Torre dell'orologio (XIX secolo) con affresco barocco del XVI secolo
Torre di Santa Maria di Luco XII-XIII secolo località Piana della Torre nei pressi di Sant'Eutizio
Villa Capaccini (XIX secolo)palazzo di gusto neoclassico, con un bel giardino all'italiana, sorge in località Tirabaci da cui gode di una spettacolare veduta sul borgo e sulla valle sottostante.

### Architetture militari
Castello Orsini (secoli XII-XIII)fatto costruire da Orso Orsini fu dimora estiva del papa Nicolò III Orsini, zio di Orso.
Nel corso del Novecento la struttura è stata adibita a carcere, ruolo che ha mantenuto fino agli anni novanta e che ne ha compromesso e snaturato la funzione originaria.
Attualmente è adibito ad area espositiva ed è visitabile.
Castello di Colle Casale (castello o torre di Chia o torre di Pasolini)sorge lungo il fosso Castello, a pochi chilometri da Soriano, nei pressi dell'abitato di Chia; È una costruzione del XIII secolo appartenuta agli Orsini, affacciata per tre lati su uno strapiombo naturale e difesa sul quarto da un fossato artificiale e da un muro di cinta merlato e dotato di un'alta torre (42 metri) ghibellina a pianta pentagonale..
Aree Archeologiche
Santa Cecilia, San Nicolao, Selva di Malano, Roccaltia  e San Valentino.

### Aree naturali

#### Monte Cimino
Il monte Cimino (1053 m s.l.m.), che sovrasta il centro abitato, è la vetta più alta dei Monti Cimini; ha sulla sua sommità una faggeta secolare di circa 57 ettari.
La Faggeta del Monte Cimino è senza ombra di dubbio la più maestosa ed imponente del Centro Italia.
Il Monte Cimino è la vetta più alta della provincia di Viterbo e dalla sua sommità permette di dominare la valle del Tevere e tutti i borghi circostanti.
Agli antichi romani la "selva Cimina" appariva come un luogo tetro, sacro ed invalicabile, ed è probabilmente per questo motivo che nei monti cimini, sono stati trovati resti di antichi tempietti probabilmente dedicati a Giove Cimino.
Durante il lungo periodo storico in cui i Romani, guidati dal console Quinto Fabio Massimo Rulliano, cercarono di annettere il territorio degli Etruschi, attorno al 310 a.C., fu probabilmente strategico conquistare la vetta del Cimino: da sempre punto panoramico sul Lazio settentrionale, tale impresa permise loro di scorgere tutti gli accampamenti etruschi ancora presenti nella valle del Tevere e non ancora caduti sotto la pressante avanzata romana.

#### Faggeta vetusta del Monte Cimino
| Bene protetto dall'UNESCO | Bene protetto dall'UNESCO |
| ------------------------- | ------------------------- |
| Patrimonio dell'Umanità   |                           |
| Faggeta Monte Cimino      |                           |
|                           |                           |
| Tipo                      | Naturale                  |
| Criterio                  | IX                        |
| Pericolo                  | Non in pericolo           |
| Riconosciuto dal          | 2017                      |
| Scheda UNESCO             | (EN) Scheda (FR) Scheda   |
| Manuale                   |                           |

Il 2 febbraio 2015 la faggeta vetusta del Monte Cimino è stata proposta, dalla delegazione permanente italiana presso l'UNESCO, nella tentative list per l'inclusione tra i siti Patrimonio Mondiale Naturale (criterio di selezione (IX): "per essere un esempio eccezionale di significativo corso dei processi ecologici e biologici nell'evoluzione e lo sviluppo degli ecosistemi terrestri, di acqua dolce, costieri e marini e le comunità di piante e animali marini". Il 7 luglio 2017 il World Heritage Committee, riunito a Cracovia, ha riconosciuto la faggeta vetusta del Monte Cimino come sito UNESCO Patrimonio Mondiale Naturale dell'Umanità inserendola nella UNESCO's World Heritage List (ID. 1133ter-047).
La faggeta è compresa all'interno della ZSC - Zona Speciale di Conservazione "Monte Cimino - versante nord" - codice Natura 2000: IT6010022.
La Regione Lazio ha emanato due atti per la tutela dell'area:
- Atto Misure di Conservazione DGR 162 del 14 aprile 2016
- Atto nomina soggetto gestore DGR 498 del 23 luglio 2019, con cui all'Ente Monti Cimini - Riserva Naturale Regionale Lago di Vico sono stati affidati il controllo e la tutella della ZSC.

## Società

### Evoluzione demografica
Abitanti censiti

### Etnie e minoranze straniere
I residenti con cittadinanza straniera presenti al 31 dicembre 2009 erano 547 pari al 6,27% della popolazione residente. Le principali comunità rappresentate erano le seguenti:
1. Romania, 177
2. Macedonia del Nord, 107
3. Polonia, 62
4. Albania, 29
5. Ucraina, 23

## Cultura

### Istruzione
Sono presenti sul territorio del borgo tre istituti, la Scuola dell'infanzia Domenico Patrizi la Scuola primaria Achille Ferruzzi e la Scuola secondaria di primo grado Ernesto Monaci tutte statali.
Musei
Museo civico archeologico dell’Agro cimino
Pinacoteca Palazzo Chigi-Albani

#### Biblioteche
- Biblioteca comunale: istituita nel maggio 1977[28], con finanziamento pubblico in base alla legge regionale 30/1975, la Biblioteca Comunale di Soriano nel Cimino dispone di un fondo librario di oltre 43.000 volumi (al 31 dicembre 2007),[29] di cui 12.000 per ragazzi, con incrementi annui di circa 1.500 titoli tra libri, libri in lingua originale, VHS, DVD, CD-ROM, collocati quasi tutti a scaffale aperto in modo tale che gli utenti possono accedere direttamente ai documenti. Dall'aprile 1990[28] ha sede presso il palazzo Catalani, antico palazzo ristrutturato negli anni ottanta, e dispone di una superficie di circa 900 m² e di un giardino per la lettura all'aperto; il piano seminterrato è destinato all'archivio storico.

### Cinema
Il film Don Franco e don Ciccio nell'anno della contestazione del 1970 diretto da Marino Girolami è stato girato quasi interamente nel territorio di Soriano nel Cimino.
Anche il film Il brigadiere Pasquale Zagaria ama la mamma e la polizia del 1973 diretto da Luca Davan è stato girato quasi interamente nel territorio di Soriano nel Cimino

### Eventi
- 5 giugno: si ricorda il bombardamento alleato di Soriano, avvenuto nel 1944, durante la seconda guerra mondiale, che colpì il centro storico del paese radendo al suolo i rioni Concia, Piazza Nuova e Santa Rosa, danneggiando gravemente la Chiesa Collegiata e causando 126 morti[15]

## Geografia antropica

### Rioni del centro
Il centro storico si suddivide in quattro rioni:
- Rione I: Rocca
- Rione II: Papacqua
- Rione III: San Giorgio
- Rione IV: Trinità

Ogni rione possiede un proprio stemma araldico.

### Frazioni
Soriano nel Cimino ha due frazioni: Chia e Sant'Eutizio.

#### Chia

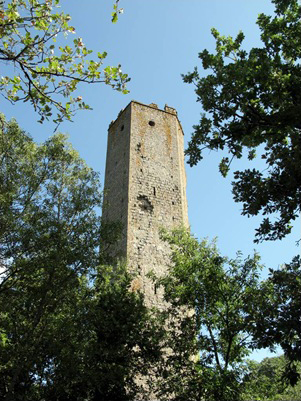
La Torre di Chia.

Chia è un borgo di circa 400 persone distante 7 chilometri da Soriano e posto a circa 300 m s.l.m. che si erge in posizione panoramica sulla valle del Tevere. L'antico nucleo, risalente circa al 1100 d.C. e attualmente in avanzato stato di degrado, conserva ancora la sua pianta originale e ha notevole interesse storico.
I boschi sono disseminati di antiche tombe rupestri, e furono abitati fin dal periodo pre-etrusco (case ipogee, tombe a grotta, pozzi, ecc.). Non lontana è l'affascinante zona archeologica di Santa Cecilia.
Ogni anno, durante le festività natalizie, viene organizzato un presepe vivente immerso nel bosco.
Chia era particolarmente amata dal poeta, scrittore e regista Pier Paolo Pasolini, che l'elesse sua seconda dimora restaurandone un antico castello con una bellissima torre (il castello di Colle Casale, detto anche torre di Chia o torre di Pasolini).

#### Sant'Eutizio
Sant'Eutizio è una frazione di circa 300 abitanti, dista circa 5 chilometri da Soriano e sorge a 302 m s.l.m.
La frazione prende il nome dall'omonimo martire cristiano (Eutizio di Ferento) e sorge nei pressi del santuario a lui dedicato, posto sopra la cripta nella quale sono conservati i suoi resti.

### Altre località del territorio
Altre frazioni minori sono presenti nel territorio di Soriano: Fornacchia (a 5 km dal paese), Santarello (8 km), Costa del Fontana (1 km), Sanguetta (5 km) e Selvarella (2 km).

## Economia
L'economia sorianese è molto simile a quella della maggior parte degli altri comuni della provincia di Viterbo: basata quasi esclusivamente sull'agricoltura, sul terziario e sull'artigianato di piccole dimensioni.
Di seguito la tabella storica elaborata dall'Istat a tema Unità locali, intesa come numero di imprese attive, ed addetti, intesi come numero addetti delle unità locali delle imprese attive (valori medi annui).
|                    | 2015                  |                              |                            |                |                       |                     | 2014                  |                | 2013                  |                |
| ------------------ | --------------------- | ---------------------------- | -------------------------- | -------------- | --------------------- | ------------------- | --------------------- | -------------- | --------------------- | -------------- |
|                    | Numero imprese attive | % Provinciale Imprese attive | % Regionale Imprese attive | Numero addetti | % Provinciale Addetti | % Regionale Addetti | Numero imprese attive | Numero addetti | Numero imprese attive | Numero addetti |
| Soriano nel Cimino | 562                   | 2,4%                         | 0,12%                      | 1.447          | 2,49%                 | 0,1%                | 572                   | 1.468          |                       | 1.574          |
| Viterbo            | 23.371                |                              | 5,13%                      | 59.399         |                       | 3,86%               | 23.658                | 59.741         | 24.131                | 61.493         |
| Lazio              | 455.591               |                              |                            | 1.539.359      |                       |                     | 457.686               | 1.510.459      | 464.094               | 1.525.471      |

Nel 2015 le 562 imprese operanti nel territorio comunale, che rappresentavano il 2,4% del totale provinciale (23.371 imprese attive), hanno occupato 1.447 addetti, il 2,49% del dato provinciale (59.399 addetti); in media, ogni impresa nel 2015 ha occupato due persone (2,63).

### Agricoltura
L'agricoltura è oggi rappresentata da aziende a conduzione diretta, con colture della nocciola, dell'olio d'oliva, della vite e, nelle zone montane, della castagna da frutto.

#### Nocciola dei Monti Cimini

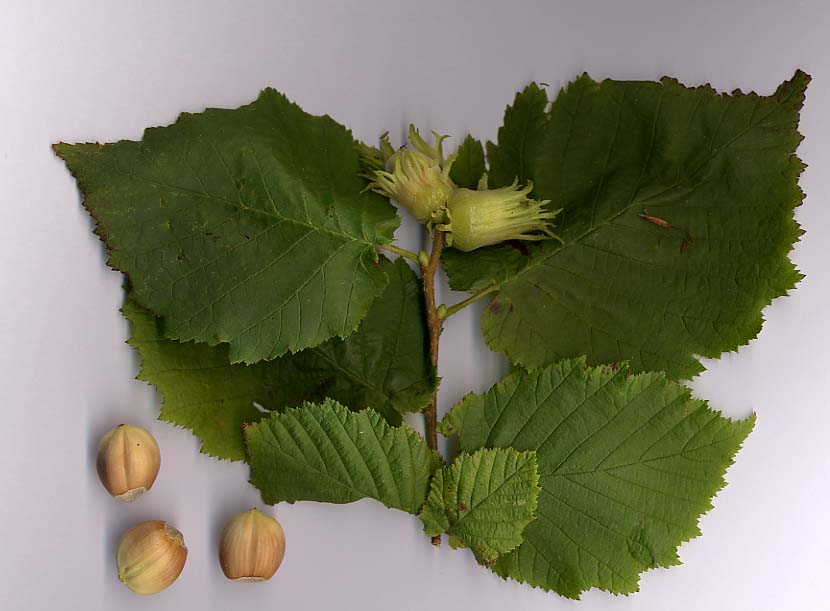
Nocciole.

Nel territorio di Soriano sono soprattutto fiorenti la coltivazione della nocciola e della castagna.
La coltivazione della nocciola si localizza principalmente nel versante orientale e meridionale del monte Cimino e nella zona del lago di Vico.
La nocciola è del tipo gentile romana ed è utilizzata prevalentemente nell'industria dolciaria e nel campo della confetteria per la produzione di torroni, praline, cioccolato nocciolato, ripieni per cioccolatini e confetti o creme da spalmare.
Con il nome di nocciola dei Monti Cimini è stata inclusa nell'elenco nazionale dei prodotti agroalimentari tradizionali italiani (pubblicato nella G.U. 136/2001 in base al D.L. 350 dell'8/9/1999).

#### Marrone dei Monti Cimini

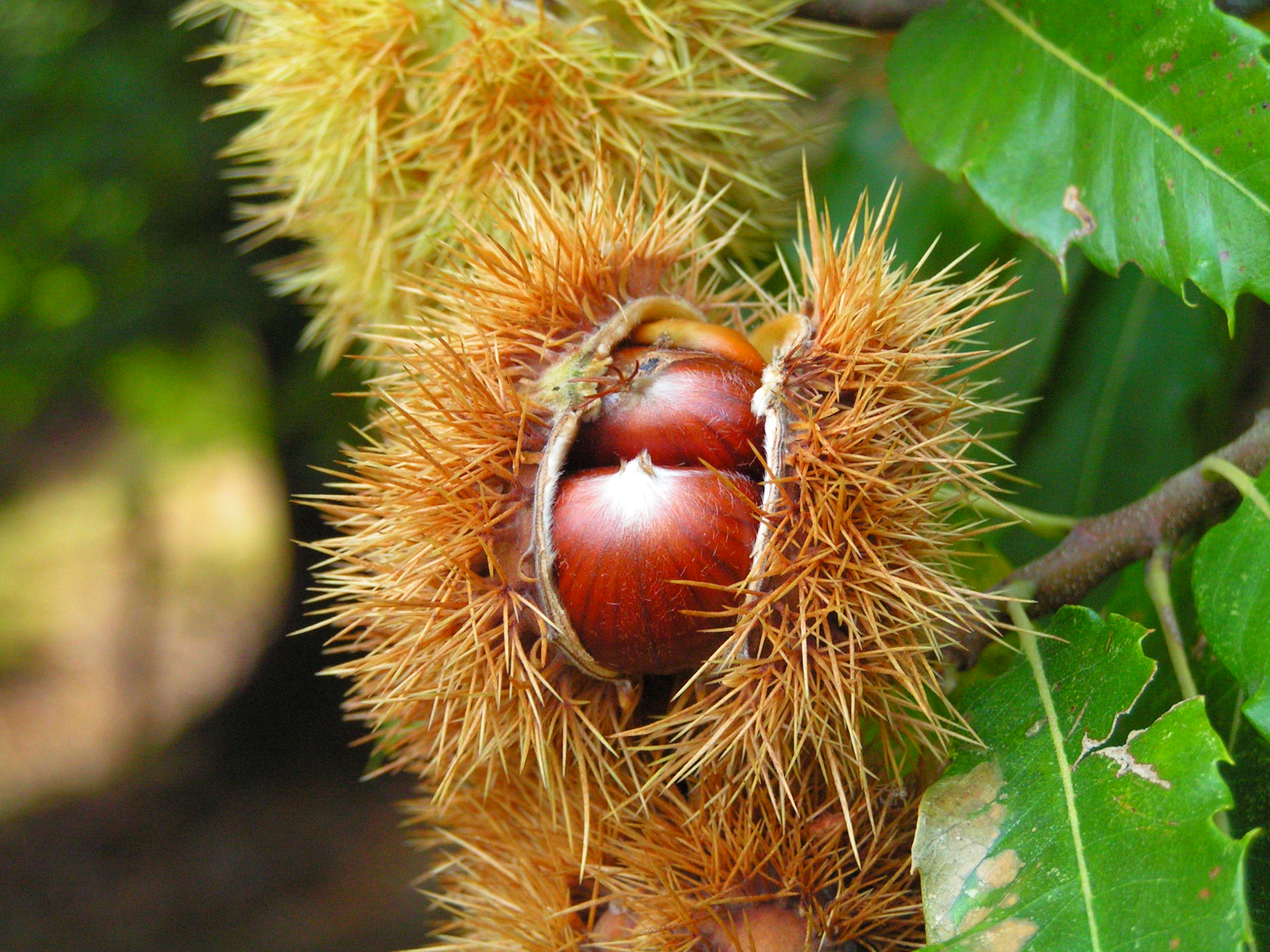
Castagne.

Il marrone dei Monti Cimini, castagna della qualità del marrone fiorentino, è coltivato nel territorio dei comuni di Ronciglione, Caprarola, Soriano nel Cimino, Canepina, Vallerano e Viterbo, in una zona altimetrica compresa tra i 500 e i 700 m s.l.m..
Le castagne vengono consumate fresche, arrostite (le cosiddette caldarroste) o lessate in pentola, oppure lasciate essiccare, ad ottenere le cosiddette mosciarelle, dalle quali si ottiene la farina per ottenere il castagnaccio.
Con il nome di marrone dei Monti Cimini è stato incluso nell'elenco nazionale dei prodotti agroalimentari tradizionali italiani.

### Peperino

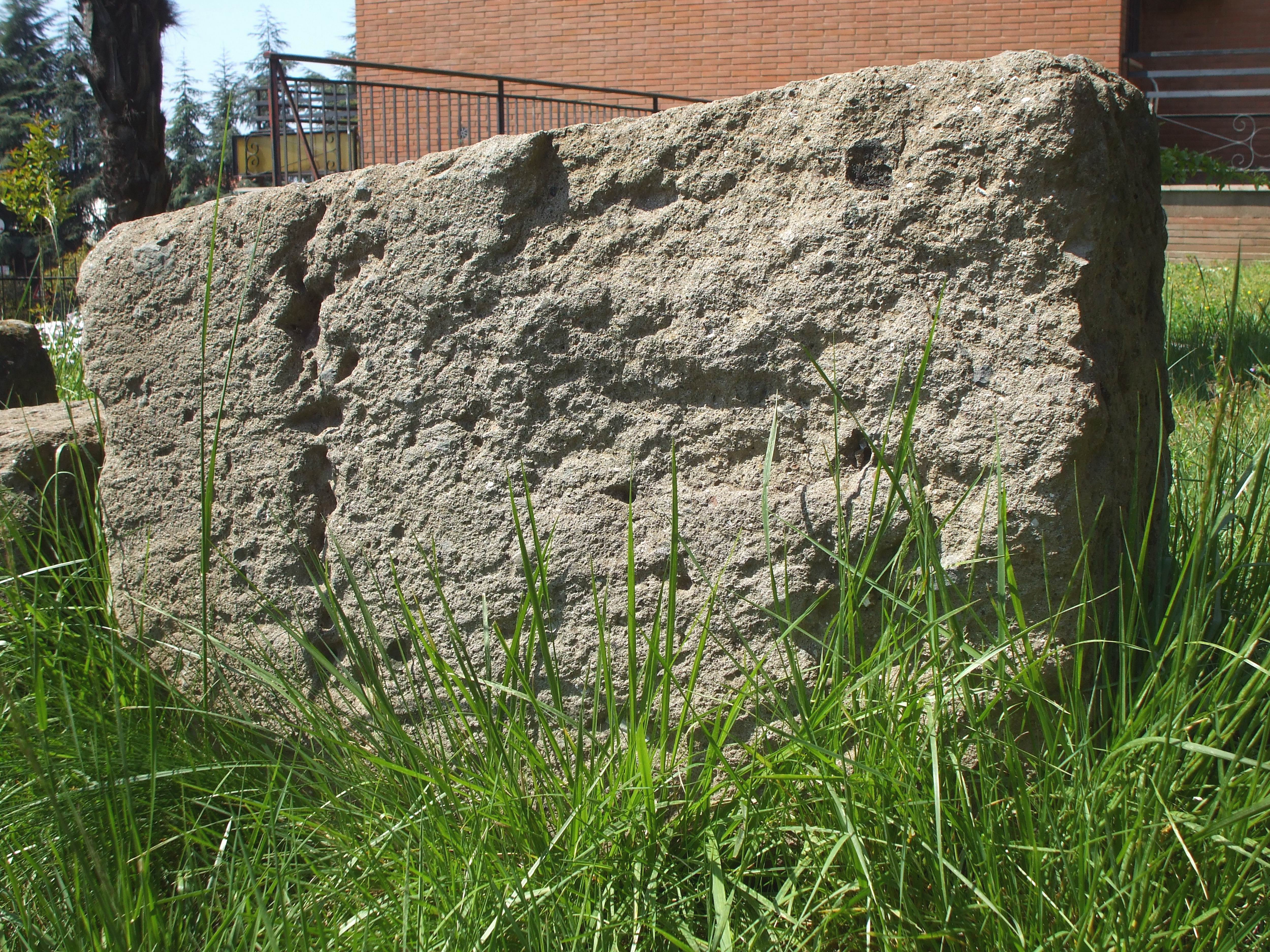
Un blocco di peperino.

Il peperino o piperino è una roccia magmatica, tipica delle zone di Vitorchiano e Soriano nel Cimino, in provincia di Viterbo, e dei Colli Albani, in provincia di Roma, costituita da frammenti di trachite o di tefrite, e contenente leucite in varie percentuali. Il colore classico è il grigio macchiettato. È presente inoltre in varie zone dell'Italia centrale. Viene utilizzata nelle costruzioni tipicamente per la realizzazione di zoccolature, fasce, lastricati, soglie, scale.

## Infrastrutture e trasporti

### Strade
Soriano nel Cimino è interessato dalla strada statale 675, dalla strada statale 675 Umbro-Laziale e dalla strada provinciale SP1.

### Ferrovie
Il comune è servito dalla stazione di Soriano nel Cimino, posta sulla linea Roma-Civitacastellana-Viterbo.

## Amministrazione
Il 12 settembre 1870 Soriano entra a far parte dello Stato italiano e viene inserito nella provincia di Roma, che in origine comprendeva l'intera superficie del Lazio.
Nel 1927 vengono istituite le province e il comune di Soriano nel Cimino entra a far parte di quella di Viterbo.
Nel 1943 viene annessa al comune di Soriano la frazione di Chia, in precedenza compresa nel comune di Bomarzo: in tal modo il territorio comunale raggiunge l'estensione rimasta immutata fino ai nostri giorni.
Di seguito l'elenco degli ultimi sindaci di Soriano nel Cimino.
| Periodo          | Periodo          | Primo cittadino     | Partito                                         | Carica      | Note |
| ---------------- | ---------------- | ------------------- | ----------------------------------------------- | ----------- | ---- |
| 29 maggio 1988   | 2 luglio 1989    | Luigi Storri        | Partito Comunista Italiano                      | Sindaco     |      |
| 2 luglio 1989    | 8 novembre 1990  | Angelo Menicacci    | Partito Comunista Italiano                      | Sindaco     |      |
| 8 novembre 1990  | 12 maggio 1991   | Salvatore Santo     | -                                               | Comm. pref. |      |
| 12 maggio 1991   | 21 novembre 1993 | Giancarlo Cecchetti | Democrazia Cristiana                            | Sindaco     |      |
| 21 novembre 1993 | 16 novembre 1997 | Alessandro Pizzi    | Verdi                                           | Sindaco     |      |
| 16 novembre 1997 | 8 giugno 2000    | Francesco Sensini   | Lista civica                                    | Sindaco     |      |
| 8 giugno 2000    | 13 maggio 2001   | Mario Rosario Ruffo | -                                               | Comm. pref. |      |
| 13 maggio 2001   | 29 maggio 2006   | Domenico Tarantino  | Lista di centro-sinistra Uniti per Soriano      | Sindaco     |      |
| 29 maggio 2006   | 16 maggio 2011   | Domenico Tarantino  | Lista di centro-sinistra L'Unione per Soriano   | Sindaco     |      |
| 16 maggio 2011   | 5 giugno 2016    | Fabio Menicacci     | Lista di centro-destra Il Polo per Soriano novo | Sindaco     |      |
| 5 giugno 2016    | 4 ottobre 2021   | Fabio Menicacci     | Lista di centro-destra Soriano novo             | Sindaco     |      |
| 4 ottobre 2021   | in carica        | Roberto Camilli     | Lista di centro-destra Soriano novo             | Sindaco     |      |

### Altre informazioni amministrative
Soriano fa parte della Comunità Montana dei Cimini.

## Sport

### Calcio
- A.s.d. Sorianese calcio, che milita in eccellenza girone a.